# Jan XVII
Jan XVII (łac. Ioannes XVII, ur. w Rzymie, zm. 6 listopada 1003 tamże) – papież w okresie od 16 maja do 6 listopada 1003.

## Życiorys
Urodził się jako Giovanni Sicco w Rzymie, syn Jana. Przed wstąpieniem w stan duchowny był żonaty i miał trzech synów, którzy też zostali biskupami. Na Stolicę Piotrową wstąpił dzięki poparciu Jana Krescencjusza, z którym prawdopodobnie był spokrewniony i którego ród miał wielkie wpływy w owym czasie w Rzymie.
Przyjął imię Jan XVII, choć zachowując kolejność powinien przyjąć numer XVI, gdyż poprzedni biskup Rzymu o tym imieniu był antypapieżem i jego imię nie powinno być liczone. Przez tę decyzję zaczęło się mylne liczenie papieży o tym imieniu. Pomyłka ta nigdy nie została poprawiona i jej konsekwencją jest, że nigdy nie było papieża Jana XX (po Janie XIX następny papież Jan miał numer XXI).
Z jego polecenia przybył do Polski misjonarz Benedykt wraz z współbraćmi będący wcześniej uczniem Brunona z Kwerfurtu, w celu ewangelizacji Słowian.
Zmarł 6 listopada 1003 r. w Rzymie i został pochowany w bazylice św. Piotra.